# Adoretus zumpti
Adoretus zumpti är en skalbaggsart som beskrevs av Frey 1967. Adoretus zumpti ingår i släktet Adoretus och familjen Rutelidae. Inga underarter finns listade i Catalogue of Life.